# Dywizja Piechoty Niedergörsdorf
Dywizja Piechoty Niedergörsdorf (niem. Infanterie-Division Niedergörsdorf) – niemiecka dywizja piechoty z czasów II wojny światowej. Powstała z przemianowania powstałej 2 września 585 Dywizji Grenadierów Ludowych na Dywizję Szkieletową Niedergörsdorf. W październiku została wysłana na poligon Döllersheim, gdzie została wchłonięta przez 167 Dywizję Grenadierów Ludowych.

## Skład
- pułk grenadierów Niedergörsdorf 1
- pułk grenadierów Niedergörsdorf 2
- pułk grenadierów Niedergörsdorf 3
- batalion artylerii Niedergörsdorf